# カンジカ
カンジカ (ポルトガル語: canjica, ポルトガル語発音: [kɐ̃ˈʒikɐ])またはムングザ、ムングンザ（ポルトガル語: mugunzá, 発音 [muɡũˈza] または ポルトガル語: mungunzá, 発音 [mũɡũˈza]）は、ブラジルの甘い料理で、6月（冬）に開かれるフェスタジュニーナにちなんだものである。ムングザとムングンザはアフリカが起源の言葉である。
この料理は、胚芽を取り除いたカンジカと呼ばれる白または黄色のトウモロコシに、牛乳と砂糖、シナモンを加えて柔らかくなるまで煮込んだ粥である。ブラジル北部（北東部）では、ココナッツとココナッツミルク、チョウジ、ローストピーナッツもレシピに加わる。焼いていないラッカセイや加糖練乳などの他の材料を加えてもよい。
カンジカ（ポルトガル語: canjica）という名前はブラジル南部で一般的であるが、北部の州では、カンジカという名前は別の料理（クラウ）を指すため、ムングザ（ポルトガル語: mugunzá）という名前が一般的に用いられる。この言葉はコンゴ語やキンブンド語に由来し、どちらの言葉でも穀物の粥を意味する言葉である。
コロンビアをはじめとする中南米諸国では、カンジカに似たトウモロコシ料理として、マサモラが広く知られている。